# Belgische wetgevende verkiezingen 1904
Op zondag 29 mei 1904 werden wetgevende verkiezingen gehouden in België.
81 van de 166 zetels in de Kamer van volksvertegenwoordigers waren te verkiezen, namelijk deze in de provincies Henegouwen, Limburg, Luik en Oost-Vlaanderen. In de andere provincies, namelijk Antwerpen, Brabant, Luxemburg, Namen en West-Vlaanderen, werden de senatoren verkozen.
De verkiezingen betekenden een goed resultaat voor de liberalen. De katholieke regeringsmeerderheid kwam echter niet in het gedrang. De liberale partij wint 9 zetels voor de Kamer en behoudt alle zetels in de Senaat. In Brussel en Oostende verliezen de katholieken één zetel.

## Kamer van volksvertegenwoordigers

### Kandidatenlijsten
In Aalst waren de lijsttrekkers Jules Rens (lijst 1: liberalen), Aloys De Backer (lijst 2: Christene Volkspartij), Stautemas (lijst 3: socialisten) en Charles Woeste (lijst 4: katholiek).
In Gent-Eeklo waren de kandidaten:
- Liberalen: Emile Braun, Julius De Vigne, Albert Mechelynck, Arthur Buysse, Leon Feyerick, Karel Van Doorne. Plaatsvervangers: Mechelynck, Buysse, Feyerick, Van Doorne

In Oudenaarde waren de kandidaten:
- Lijst 1: Vanswede, Vanovertveldt, Dumont. Plaatsvervangers: Debunne, Haustraete, Foucart
- Lijst 2 (liberalen): Camille Liefmans, Janssens, Léopold Sturbaut. Plaatsvervangers: Pierre D'hauwer, Dewaele, Alfred Amelot
- Lijst 3 (katholieken): Jean-Baptiste de Ghellinck d'Elseghem, Louis Thienpont, Ponette. Plaatsvervangers: Ponette, Vanderstraeten, Debeer
- Lijst 4: Roemaet

### Uitslagen
|  | Partij        | Zetels | Stemmen   | Percentage |
|  | ------------- | ------ | --------- | ---------- |
|  | Katholieken   | 38     | 486.643   | 43,53%     |
|  | Socialisten   | 19     | 297.847   | 26,64%     |
|  | Liberalen     | 22     | 283.411   | 25,35%     |
|  | Diss. Kath.   | 1      | 17391     | 1,56%      |
|  | christ democr | -      | 11281     | 1,01%      |
|  | Daensisten    | 1      | 9480      | 0,85%      |
|  | Diss. Social  | -      | 5449      | 0,49%      |
|  | Fed Agricole  | -      | 3254      | 0,29%      |
|  | Onafh.        | -      | 3184      | 0,28%      |
|  | Totaal        | 81     | 1.117.940 | 100%       |